# Marcel Tisserand
Marcel Tisserand (ur. 10 stycznia 1993 w Meaux) – kongijski piłkarz występujący na pozycji obrońcy w saudyjskim klubie Ettifaq FC  oraz w reprezentacji Demokratycznej Republiki Konga. Wychowanek AS Monaco, w swojej karierze grał także w takich zespołach jak RC Lens oraz Toulouse FC.

## Statystyki kariery
(aktualne na koniec sezonu 2016/2017)
| Klub               | Sezon              | Liga               | Liga  | Liga   | Puchar Francji | Puchar Francji | Puchar Ligi | Puchar Ligi | Europa | Europa | Suma  | Suma   |
| Klub               | Sezon              | Liga               | Mecze | Bramki | Mecze          | Bramki         | Mecze       | Bramki      | Mecze  | Bramki | Mecze | Bramki |
| ------------------ | ------------------ | ------------------ | ----- | ------ | -------------- | -------------- | ----------- | ----------- | ------ | ------ | ----- | ------ |
| AS Monaco          | 2013/14            | Ligue 1            | 6     | 0      | 0              | 0              | 0           | 0           | –      | –      | 6     | 0      |
| RC Lens (wyp.)     | 2013/14            | Ligue 2            | 12    | 1      | 1              | 0              | 0           | 0           | –      | –      | 13    | 1      |
| Toulouse FC (wyp.) | 2014/15            | Ligue 1            | 21    | 0      | 1              | 0              | 0           | 0           | –      | –      | 22    | 0      |
| Toulouse FC (wyp.) | 2015/16            | Ligue 1            | 33    | 1      | 1              | 0              | 2           | 0           | –      | –      | 36    | 1      |
| AS Monaco          | 2016/17            | Ligue 1            | 1     | 0      | 0              | 0              | 0           | 0           | 0      | 0      | 0     | 0      |
| FC Ingolstadt 04   | 2016/17            | Bundesliga         | 28    | 0      | 0              | 0              | –           | –           | –      | –      | 28    | 0      |
| Ogólnie w karierze | Ogólnie w karierze | Ogólnie w karierze | 100   | 2      | 3              | 0              | 2           | 0           | 0      | 0      | 105   | 2      |